# Global (empresa de transporte)
Global es una compañía de guaguas (autobuses) destinada al transporte interurbano de viajeros en Gran Canaria (Canarias, España). 
Cuenta con 769 trabajadores, una flota de 308 vehículos y 121 líneas que cubren todo el territorio insular, transportando a más de 25 millones de viajeros anualmente. Es la mayor empresa española de economía social dedicada al transporte de viajeros.

## Historia
La compañía surgió el 17 de marzo de 2000, fruto de la fusión de las dos operadoras de transporte interurbano de viajeros que existían hasta el momento en la isla de Gran Canaria, Utinsa ( que tenía la concesión Centro-Norte) y Salcai (con la concesión Sur-Sureste). 
Al contrario de lo que sucede con la compañía de transporte TITSA en Tenerife, la cual realiza un monopolio casi absoluto de los servicios de transporte de la isla, exceptuando las líneas de Transportes La Esperanza, que lleva a cabo el servicio de las líneas 41 (La Laguna – La Esperanza) y 42 (La Laguna – Centro Penitenciario Tenerife II)., Global ha de cooperar con otros operadores de la isla, especialmente en las principales urbes, las cuales constan de servicio de transporte urbano propio. Este es el caso de Las Palmas de Gran Canaria con la compañía municipal Guaguas Municipales o Telde (Guaguas La Pardilla Bus o Telbus).

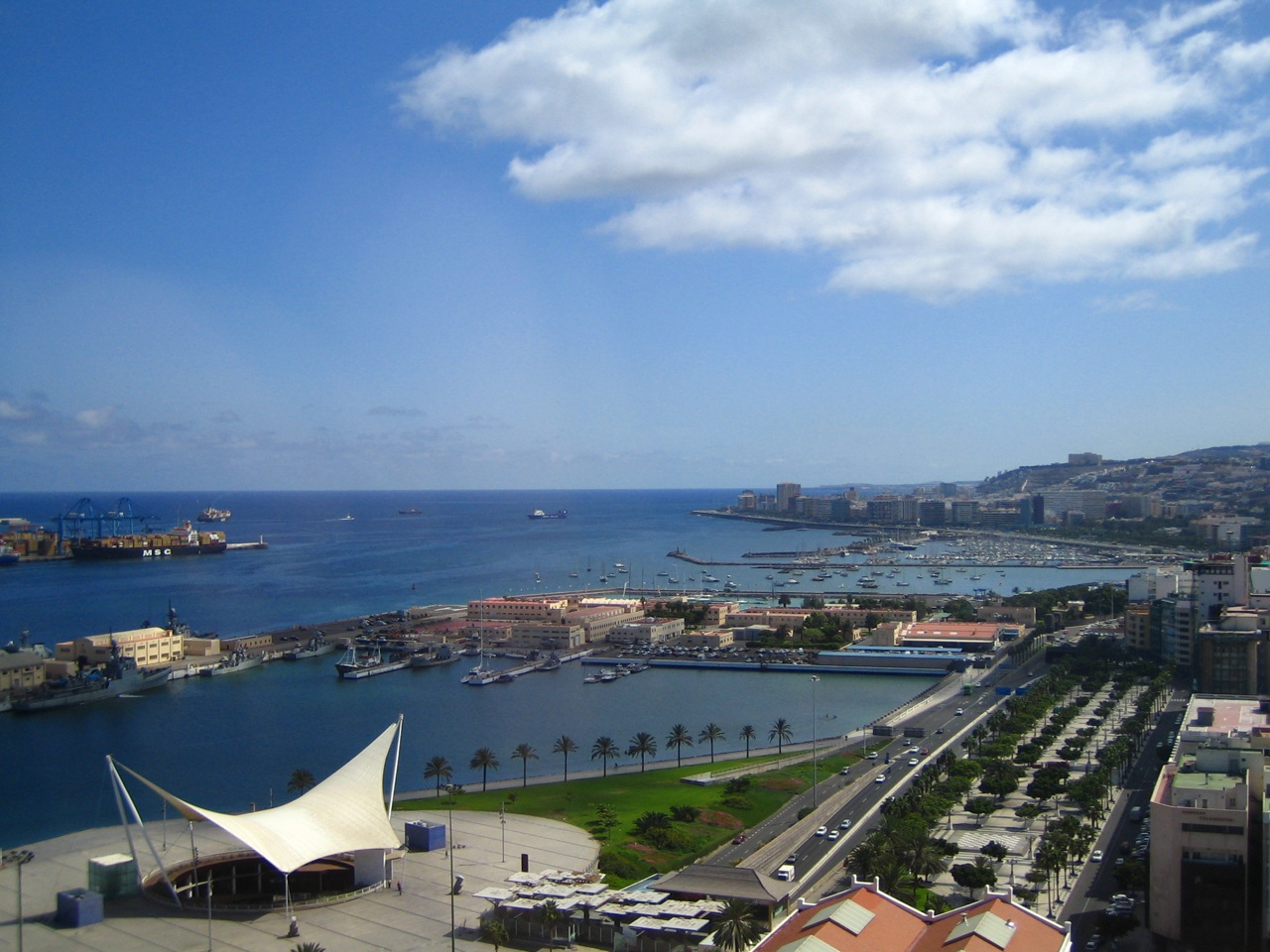
Vista de la carpa del intercambiador de guaguas de Santa Catalina en Las Palmas de Gran Canaria.

La mayor parte de sus rutas comienzan o acaban en una de las estaciones de Las Palmas de Gran Canaria, en general la Estación de San Telmo, y menos frecuentemente en el Intercambiador de Santa Catalina.  
En los últimos años ha experimentado una fuerte expansión con la realización del servicio de transportes urbanos de la localidad lanzaroteña de Tías así como con el inicio de un proyecto de transporte en Nuakchot, Mauritania.

## Líneas
- 1. Las Palmas de GC San Telmo - Puerto de Mogán
- 4. Tablero Maspalomas - Las Palmas de GC San Telmo
- 5. Las Palmas De GC San Telmo - Playa del Inglés - Faro de Maspalomas (nocturno)
- 6. Arguineguín - Cercado Espino
- 8. Las Palmas de GC Santa Catalina - Doctoral (Línea Semidirecta)
- 9. Cruce de Arinaga - Taurito
- 10. Sardina Del Sur - Las Palmas de GC San Telmo
- 11. Las Palmas de GC San Telmo - Agüimes
- 12. Las Palmas de GC San Telmo - Telde (por Marzagán - Jinámar)
- 13. Telde - Tenteniguada - Vega de San Mateo
- 15. Las Palmas de GC San Telmo - Las Remudas (por Alcampo, La Pardilla - La Garita)
- 18. Faro De Maspalomas - San Bartolomé de Tirajana - Tejeda
- 19. Telde - Doctoral
- 20. Telde - La Herradura
- 21. Las Palmas de GC San Telmo - Agüimes (Semidirecto)
- 22. Agüimes - Playa de Arinaga
- 23. Playa de Arinaga - Las Palmas de GC San Telmo (Semidirecto)
- 24. Telde - Santa Brígida
- 25. Playa Arinaga - Faro Maspalomas
- 27. Montaña Las Tierras - Agüimes (Taxi - Guagua)
- 30. Las Palmas de GC Santa Catalina - Playa del Inglés - Faro de Maspalomas (Semidirecto)
- 32. Puerto De Mogán - Playa del Inglés (Semidirecto)
- 33. Playa del Inglés - Puerto Rico - Puerto de Mogán
- 34. San Bartolomé de Tirajana - Agüimes - Doctoral
- 35. Telde - Agüimes
- 36. Telde - Faro de Maspalomas
- 38. Puerto de Mogán - Aldea de San Nicolás
- 39. Playa del Inglés - Puerto Rico - Playa del Cura
- 40. Playa del Inglés - Tablero de Maspalomas
- 41. Carrizal - Agüimes - Faro de Maspalomas
- 43. Telde - San Roque - Valsequillo
- 45. Bahía Feliz - Playa Del Inglés - Palmitos Park
- 50. Las Palmas de GC San Telmo - Faro de Maspalomas (Directo)
- 52. Castillo del Romeral - Faro de Maspalomas
- 53. Valle de Jinámar - C.A.E el Calero
- 54. Caserones - La Medianía
- 55. Las Palmas de GC San Telmo - Valle de Jinámar
- 56. Telde - Valle de Jinámar
- 57. Las Palmas de GC San Telmo - La Montañeta
- 58. Las Palmas de GC San Telmo - Tafira (por Ramblas de Jinámar)
- 59. Las Palmas de GC San Telmo - Las Ramblas de Jinámar (por Centro Comercial El Mirador)
- 60. Las Palmas de GC Santa Catalina - Aeropuerto de Gran Canaria (DIRECTO)
- 65. Eucaliptos 2 - CC El Mirador- Telde
- 66. Aeropuerto de Gran Canaria - Faro de Maspalomas
- 70. Palmitos Park -Puerto de Mogán
- 73. San Agustín - Tablero de Maspalomas - Faro de Maspalomas
- 74. Las Palmas de GC San Telmo - Eucalipto 2
- 75. Las Palmas de GC San Telmo - Vial Costero de Telde
- 80. Las Palmas de GC Santa Catalina - Telde (DIRECTO)
- 84. Puerto De Mogán - Mogán
- 85. Playa del Burrero - Los Molinillos
- 86. Puerto de Mogán - Tasarte - Playa de Tasarte
- 90. Telde - Aeropuerto - Faro de Maspalomas - Taurito (Semidirecto)
- 91. Las Palmas de GC Santa Catalina - Aeropuerto - Puerto de Mogán (DIRECTO)
- 100. Las Palmas De GC San Telmo - Gáldar (DIRECTO)

- 101. Gáldar - Puerto de las Nieves - Aldea de San Nicolás
- 102. Gáldar - Valle de Agaete
- 103. Las Palmas de GC San Telmo - Gáldar - Puerto de Las Nieves
- 105. Las Palmas de GC San Telmo - Gáldar
- 106. Gáldar - Fagajesto
- 107. Gáldar - Montaña Alta
- 108. Gáldar - Marmolejos
- 116. Las Palmas de GC San Telmo - Cabo Verde - Moya - Los Dragos - Las Palmas de GC San Telmo
- 117. Las Palmas de GC San Telmo - Los Dragos - Moya - Cabo Verde - Las Palmas de GC San Telmo
- 123. Moya - Arucas
- 124. Gáldar - El Palmital - Moya
- 126. Gáldar - El Pagador - Moya
- 127. Moya - Fontanales
- 130. Las Palmas de GC San Telmo - Puerto de las Nieves (Semidirecto)
- 204. Las Palmas de GC San Telmo - Casablanca - Firgas
- 205. Las Palmas de GC San Telmo - Tamaraceite - Arucas
- 206. Las Palmas de GC San Telmo - Bañaderos - Arucas
- 210. Las Palmas de GC San Telmo - Cardones - Arucas
- 211. Arucas - Firgas
- 213. Arucas - Trapiche - San Felipe
- 214. Teror - Vega de San Mateo
- 215. Teror - Arucas - Cruce San Felipe
- 216. Las Palmas de GC San Telmo - Tamaraceite - El Toscón - Teror
- 218. Teror - Lanzarote
- 220. Tejeda - Artenara - Valsendero - Lanzarote - Teror - Las Palmas de GC San Telmo
- 222. Arucas - Lanzarote / Lanzarote - Las Palmas de GC San Telmo
- 223. Las Palmas de GC San Telmo - Las Mesas
- 224. Las Palmas de GC San Telmo - Lomo Los Frailes (Express)
- 229. Las Palmas de GC San Telmo - Tamaraceite - San José del Álamo - Teror
- 232. Lanzarote - Las Palmas de GC San Telmo
- 233. Las Palmas de GC Santa Catalina - Tenoya Alta
- 234. Las Palmas de GC San Telmo - Arucas (DIRECTO)
- 250. Arucas - Santidad
- 251. Arucas - La Goleta - Cruz De Firgas
- 255. Arucas - Altabacales
- 256. Arucas - Transmontaña - Lomo Espino - Arucas
- 301. Las Palmas de GC Santa Catalina - El Monte - Santa Brígida
- 302. Las Palmas de GC San Telmo - La Calzada - Santa Brígida
- 303. Las Palmas de GC San Telmo - Santa Brígida - Vega de San Mateo
- 305. Vega de San Mateo - Tejeda
- 306. Vega de San Mateo - Lomo Carbonero - Santa Brígida
- 307. Vega de San Mateo - Ariñez - Las Lagunetas - Cueva Grande
- 308. Santa Brígida - Vega de San Mateo
- 311. Las Palmas de GC San Telmo - Bandama - Santa Brígida
- 313. Las Palmas de GC San Telmo - El Fondillo
- 316. Las Palmas de GC San Telmo - Cementerio De San Lázaro (Solo domingos)
- 317. Las Palmas de GC Santa Catalina - Los Giles - Casa Ayala - Las Palmas de GC San Telmo
- 318. Santa Brígida - Pino Santo
- 319. Las Palmas de GC Santa Catalina - Las Mesas
- 320. Las Palmas de GC San Telmo - Ciudad del Campo Alto
- 321. Puerto De Mogán - Campus Universitario de Tafira (Periodo Lectivo)
- 322. Doctoral - Campus Universitario de Tafira (Periodo Lectivo)
- 323. Las Palmas de GC Santa Catalina - Vega de San Mateo
- 324. Campus Universitario de Tafira - Hospital Doctor Negrín - Arucas
- 325. Campus Universitario de Tafira - Hospital Doctor Negrín - Gáldar
- 326. Tamaraceite - Campus Universitario de Tafira
- 327. Las Palmas de GC Santa Catalina - Campus Universitario de Tafira - Lomo Blanco
- 328. Las Palmas de GC Manuel Becerra - Campus Universitario de Tafira (Periodo Lectivo)
- 329. Agüimes - Campus Universitario de Tafira (Periodo Lectivo)
- 331. Teror - Campus Universitario de Tafira (Periodo Lectivo)
- 332. Telde  - Campus Universitario de Tafira (Periodo Lectivo)
- 333. Tablero de Maspalomas - Campus Universitario de Tafira (Periodo Lectivo)
- 335. Las Palmas de GC San Telmo - San Lorenzo - Tamaraceite
- 336. Las Palmas de GC San Telmo - Universidad Fernando Pessoa
- 350. Las Palmas de GC San Telmo - Polígono de Arinaga
- 401. Gáldar - Sardina del Norte
- 402. Gáldar - Sardina del Norte (por Barrial y Cumbrecillas del Faro)
- 403. Gáldar - Dos Roques - Furnia - Punta de Gáldar
- 404. Gáldar - El Roque - Barrial
- 405. El Roque - Barrial - García - Bocabarranco - El Agujero

Las líneas 401, 402, 403, 404 y 405 son heredadas por parte de Guaguas Guzmán, que es quien tenía la concesión en el municipio de Gáldar, tras llegar a un acuerdo con la operadora Global en el 2025.

## Cabeceras de Línea
Estación de San Telmo: 42 líneas
Telde: 12 líneas
Arucas: 10 líneas
Galdar: 10 líneas
Faro de Maspalomas: 10 líneas
Puerto de Mogán: 9 líneas
Campus Universitario: 9 líneas
Estación de Santa Catalina: 8 líneas
Teror: 6 líneas
Moya: 6 líneas
Santa Brígida: 5 líneas
San Mateo: 5 líneas
Agüimes: 5 líneas
Doctoral: 4 líneas
Playa del Inglés: 4 líneas
Tablero de Maspalomas: 3 líneas
Playa de Arinaga: 3 líneas
Valle de Jinámar: 3 líneas
Firgas: 3 líneas
Lanzarote: 3 líneas
Tejeda: 2 líneas
Aldea de San Nicolás: 2 líneas
Palmitos Park: 2 líneas
Aeropuerto de GC: 2 líneas
Eucaliptos 2: 2 líneas
Tamaraceite: 2 líneas
Puerto de las Nieves: 2 líneas
Las Mesas: 2 líneas
Arguineguin: 1 línea
Cercado de Espino: 1 línea
Cruce de Arinaga: 1 línea
Taurito: 1 línea
Tenteniguada: 1 línea
Las Remudas: 1 línea
La Herradura: 1 línea
San Bartolome de Tirajana: 1 línea
Playa del Cura: 1 línea
Carrizal: 1 línea
Valsequillo: 1 línea
Bahia Feliz: 1 línea
Castillo del Romeral: 1 línea
CAE el Calero: 1 línea
Caserones: 1 línea
la Medianía: 1 línea
La Montañera: 1 línea
Tafira: 1 línea
Ramblas de Jinámar: 1 línea
San Fernando: 1 línea
Playa de Salinetas: 1 línea
Mogán: 1 línea
Playa del Burrero: 1 línea
Los Molinillos: 1 línea
Playa de Tasarte: 1 línea
Valle de Agaete: 1 línea
Fagajesto: 1 línea
Montaña Alta: 1 línea
Marmolejos: 1 línea
Fontanales: 1 línea
El Pagador: 1 línea
San Felipe: 1 línea
Artenara: 1 línea
Lomo Los Frailes: 1 línea
Tenoya Alta: 1 línea
Santidad: 1 línea
Altabacales: 1 línea
El Fondillo: 1 línea
Cementerio San Lazaro: 1 línea
Pino Santo: 1 línea
Ciudad del Campo Alto: 1 línea
Lomo Blanco: 1 línea
Plaza de Manuel Becerra: 1 línea
Polígono de Arinaga: 1 línea

## Instalaciones de Global
La sede central está en Viera y Clavijo 34 - 36. Aquí se encuentran las oficinas administrativas y la mayor parte de los órganos de dirección.
En Telde está su Centro de Mantenimiento: 22 000 metros cuadrados en el que trabajan 46 personas que se ocupan del mantenimiento y limpieza de las instalaciones propias de la empresa, del mantenimiento de la flota de vehículos y de la gestión del combustible. GLOBAL cuenta con centros propios de suministro en Arucas, Gáldar, La Paterna, Ocean Park, Telde, Teror y Vecindario, con los que se pretende ir extinguiendo los centros externos de suministro de combustible.
La tarea que se lleva a cabo en estas instalaciones permite, entre otras muchas funciones, el control y optimización del número de vehículos que están operativos diariamente. Así, se realizan estudios sobre las revisiones periódicas (ITV) y se aplican nuevos planes de mantenimiento que buscan maximizar el número de vehículos disponibles, minimizar el número de guaguas inmovilizadas y la reducción del índice de averías.
La empresa dispone además de cocheras en la Paterna, Vecindario, Arucas, Gáldar y Ocean Park.

## Abonos mensuales de viajes ilimitados
Gracias a una enmienda introducida en los Presupuestos Generales del Estado para 2023, desde el día 1 de enero de 2023, todo aquel que tenga un bono mensual emitido por Transportes de Gran Canaria (Bono Wawa, Bono Residente Canario o Bono Oro) podrá beneficiarse de una bonificación del 100% en el uso del transporte público, tanto en Global, como en Guaguas Municipales y Guaguas Gumidafe. Las condiciones para obtener dicha gratuidad son la realización de, por lo menos, 15 viajes al mes en cualquier servicio de guaguas de la isla, recargar la tarjeta y activar dicha recarga antes de que se agoten los 30 días de vigencia de la misma.